# Rheinturm
Rheinturm – wieża telekomunikacyjna, która znajduje się w Düsseldorfie. Wysoka na 240,5 metra.

## Opis
Rheinturm zostało zaprojektowane przez Haralda Deilmanna. Budowę rozpoczęto 20 stycznia 1979 roku, a zakończono 1 marca 1982. Wieża spoczywa na 260 betonowych palach (po 11 m każdy). Na tej wieży znajduje się także największy zegar cyfrowy na świecie. Platforma widokowa umieszczona jest na 168. metrze i dlatego nosi nazwę M168. Od 2000 roku na wieży mieszka para sokołów wędrownych. 16 i 17 października 2004 roku zamontowano nową antenę, która nadaje sygnał telewizyjny DVB-T. We wrześniu 2013 roku zegar został uszkodzony, ale niedługo potem udało się go naprawić. Z okazji 70. rocznicy powstania Nadrenii Północnej-Westfalii z wieży świeciły reflektory, których światło było widoczne na ponad 100 kilometrów. Na wysokości 174,5 metra znajduje się restauracja serwująca kuchnię japońską.

## Galeria

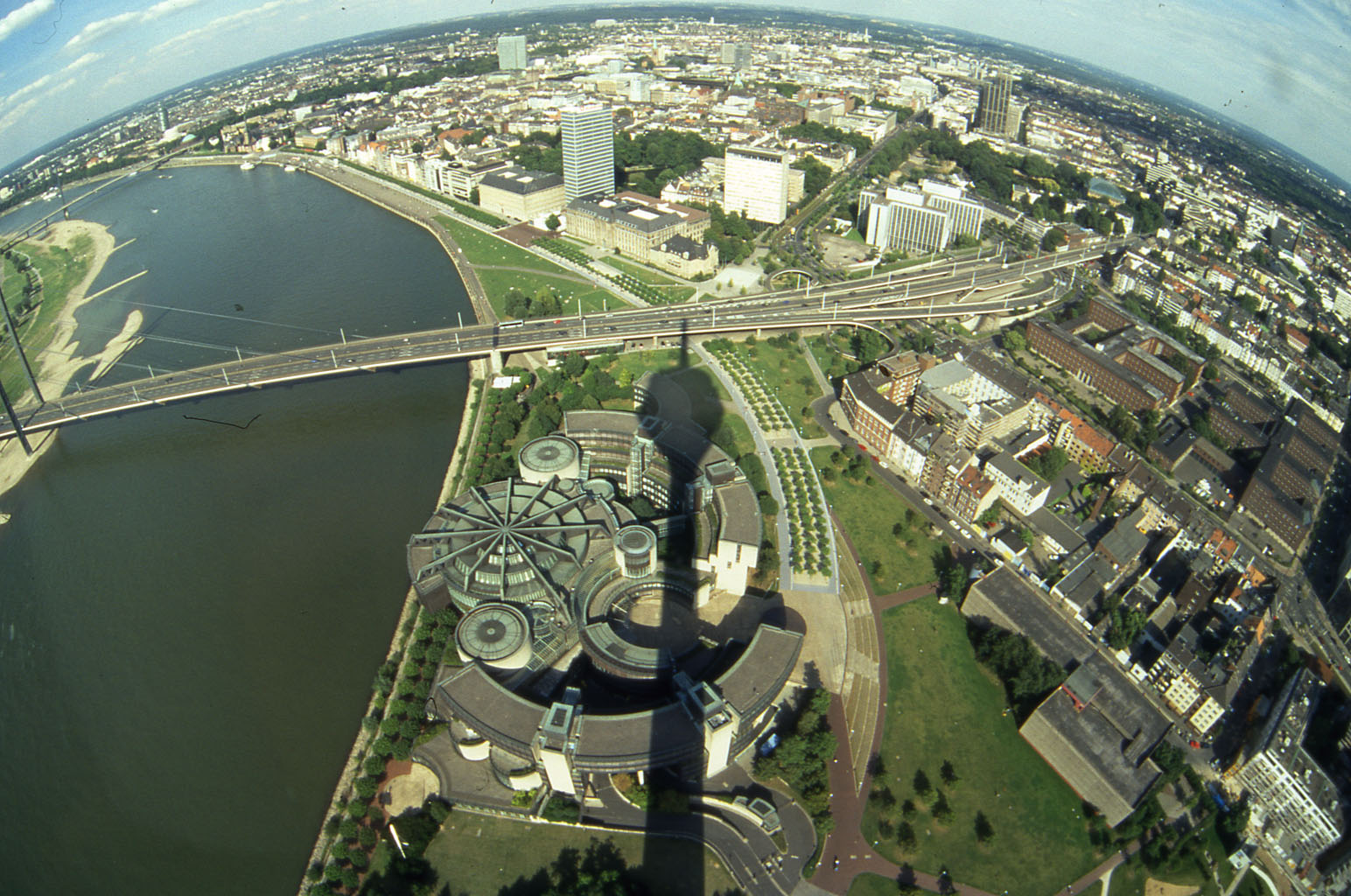
Widok z Rheinturm
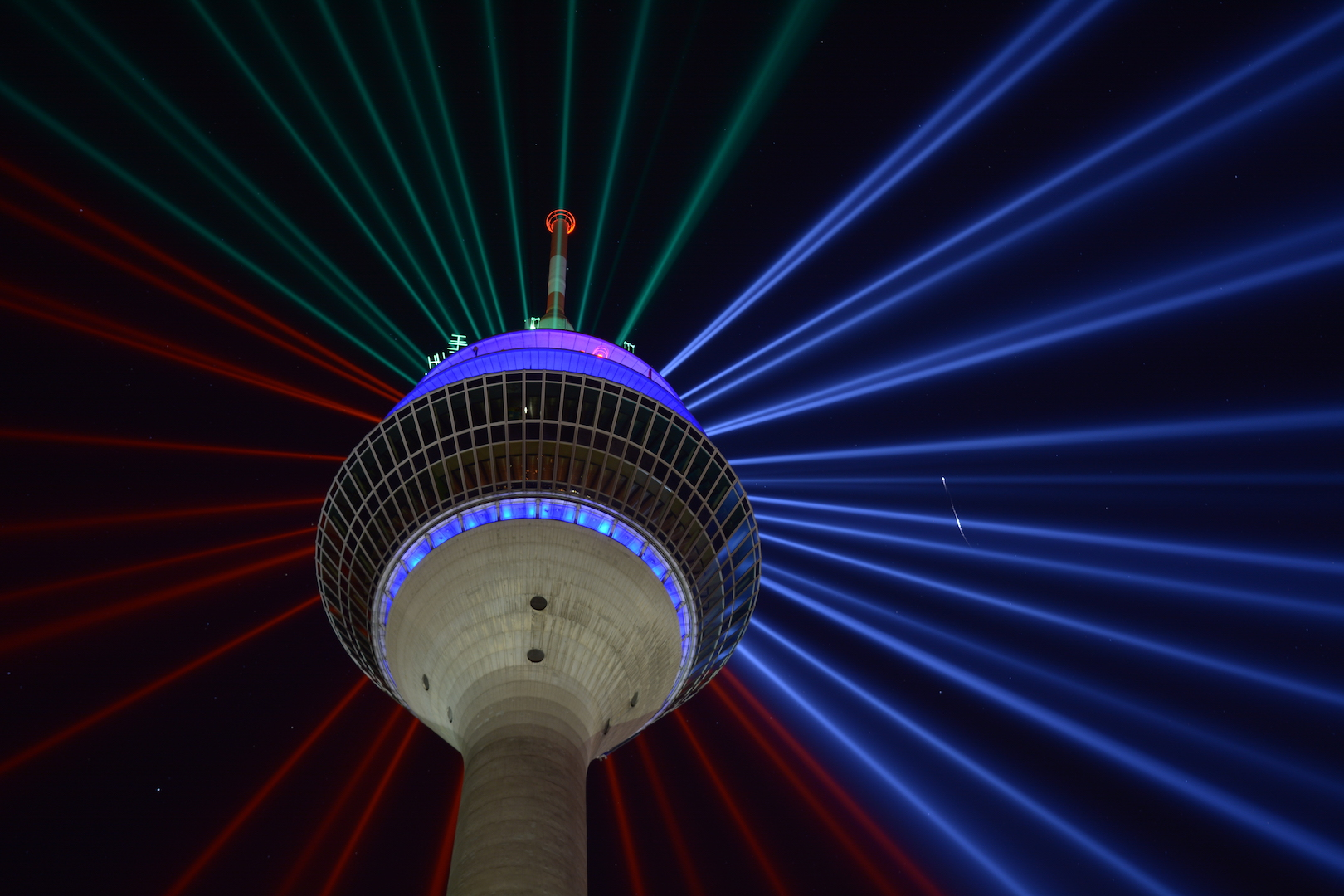
Światła z okazji 70. rocznicy powstania Nadrenii Północnej-Westfalii
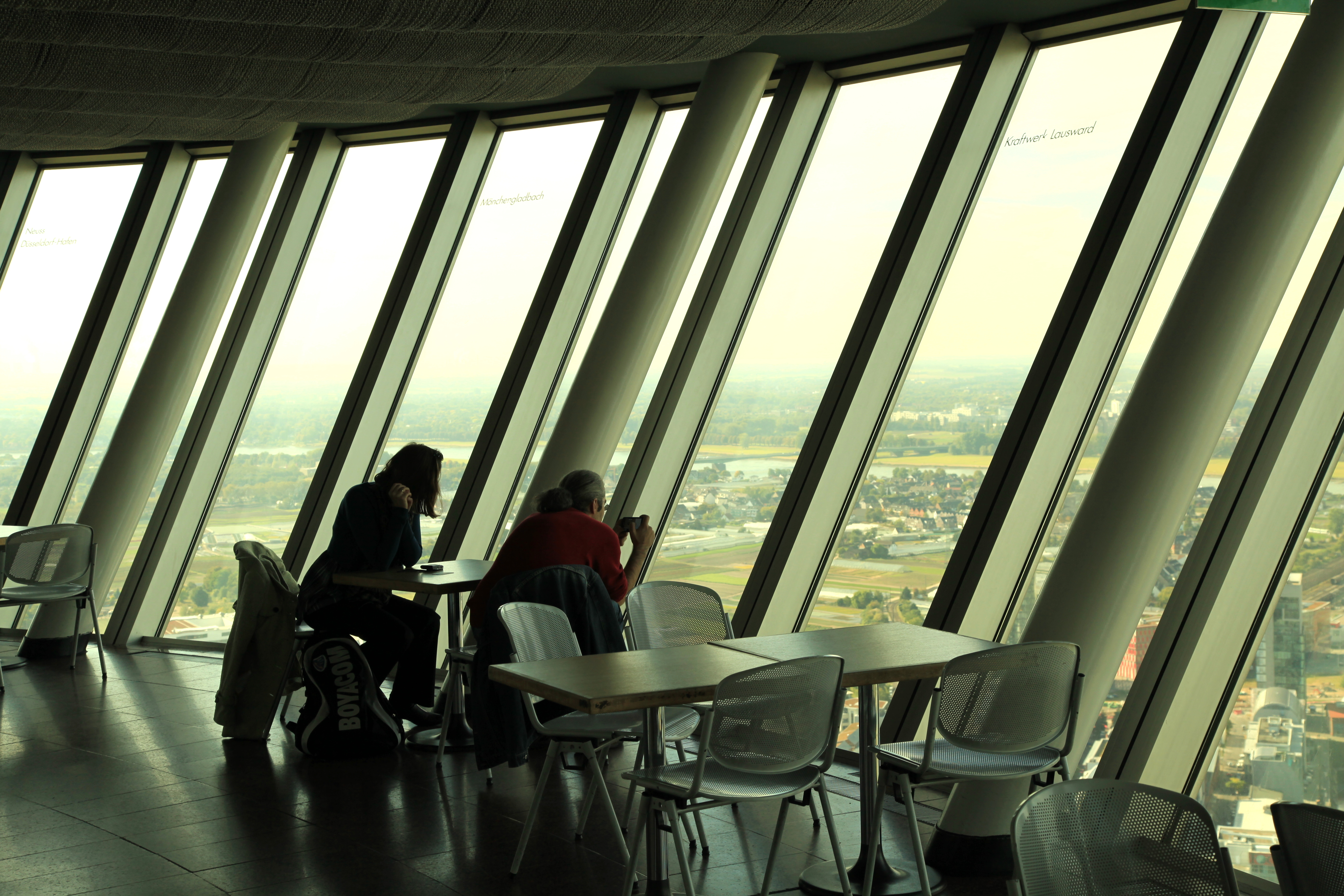
Panorama